# Matt McCants
Matthew McCants (Mobile, 18 agosto 1989) è un ex giocatore di football americano statunitense che ha giocato nel ruolo di offensive tackle. Fu scelto nel corso del sesto giro (201º assoluto) del draft NFL 2012 dai New York Giants. Al college giocò a football alla Alabama University di Birmingham.

## Carriera professionistica

### New York Giants
McCants fu scelto nel corso del sesto giro del draft 2012 dai New York Giants. Il 9 maggio firmò un contratto quadriennale per un totale di 2,188 milioni di dollari, inclusi 88,232 dollari di bonus alla firma. Il 31 agosto 2012 venne svincolato per poi firmare il giorno seguente con la squadra d'allenamento, dove rimase per l'intera stagione da rookie. Il 31 agosto 2013 venne definitivamente svincolato dai Giants.

### Oakland Raiders
Il 2 settembre 2013, McCants firmò con la squadra d'allenamento degli Oakland Raiders. Il 7 settembre venne promosso in prima squadra per sostituire l'infortunato Menelik Watson. Debuttò come professionista nella settimana 1 contro gli Indianapolis Colts. Nella settimana 5 contro i San Diego Chargers, McCants disputò la prima gara come titolare in carriera. Chiuse giocando 13 partite di cui 3 titolare.
Il 18 aprile 2014 firmò un rinnovo contrattuale annuale del valore di 495.000 dollari.

## Vittorie e premi
Nessuno

## Statistiche
| Partite totali      | 28 |
| Partite da titolare | 3  |
| Fumble recuperati   | 0  |

Statistiche aggiornate alla stagione 2016